# TAAG Angola Airlines

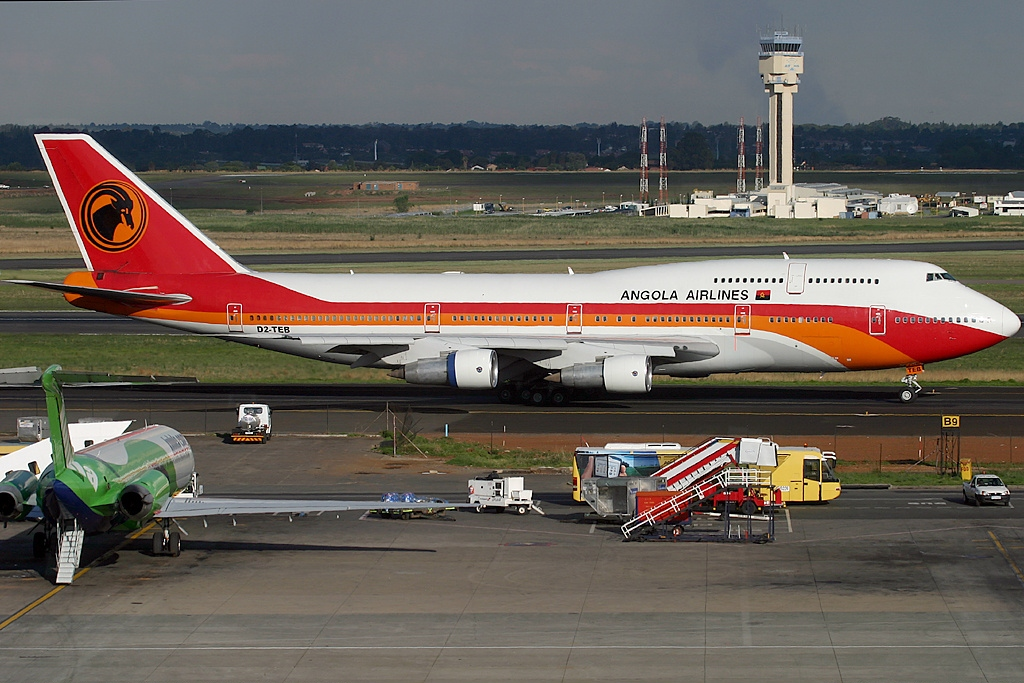
Boeing 747-357M TAAG Angola Airlines, 2013

TAAG Angola Airlines (portugalsky Linhas Aéreas de Angola) jsou národní letecká společnost Angoly, se sídlem na letišti v Luandě. Provozují rozsáhlou domácí síť pravidelných letů a mezi zahraniční destinace patří také oblasti v Jižní Americe. Je to jedna z mála ziskových společnosti subsaharské Afriky. Společnost vlastní ze 100 % stát.

## Historie

### Koloniální éra
Letecká společnost byla založena v září roku 1938 pod názvem DTA (Divisão dos Transportes Aéreos), kdy ji spravovala portugalská koloniální vláda. První let se uskutečnil pomocí dvojplošníku De Havilland Dragon Rapid 17. července 1940. Roku 1940 byla společnost přejmenována na DTA-Linhas Aéreas de Angola. Poslední přejmenování se uskutečnilo roku 1974, kdy společnost získala svůj nynější název TAAG – Linhas Aéreas de Angola. Zkratka "TAAG" znamená Transportadora Aérea Angolana.

### Post-koloniální éra
Po získání nezávislosti na Portugalsku v roce 1975 se aerolinie TAAG Angola Airlines staly vlajkovou lodí angolského letectví. Během roku 1970 společnost získala několik letadel typu Iljušin Il-62 a Boeing 707. Na konci sedmdesátých let společnost získala i proudový Boeing 737. V té samé době byl představen na vnitrostátních linkách Fokker K-27.
Letecká společnost se spoléhá na menší letadla typu Boeing 727 a Boeing 737 na vnitrostátní lety a na větší, ale poněkud starší letadla typu Boeing 707, Lockheed L-1011, který má pronajatý od TAP Air Portugal. Angolská vláda tvořila TAAG Angola Air pro domácí provoz. Letecká společnost se spoléhal na menší letadla, jako je Boeing 727 a Boeing 737, na tyto místní lety. To také používal větší, ale starší, Boeing 707s, stejně jako dva příklady z Lockheed L-1011 TriStar v roce 1990, který byl pronajat od TAP Air Portugal.

### Rekonstrukce TAAG Angola Airlines
V listopadu 2008 byla jmenována nová rada společnosti ve snaze vymazat TAAG Angola Airlines z černého seznamu EU, podle kterého nemohli létat na území Evropy.

## Destinace

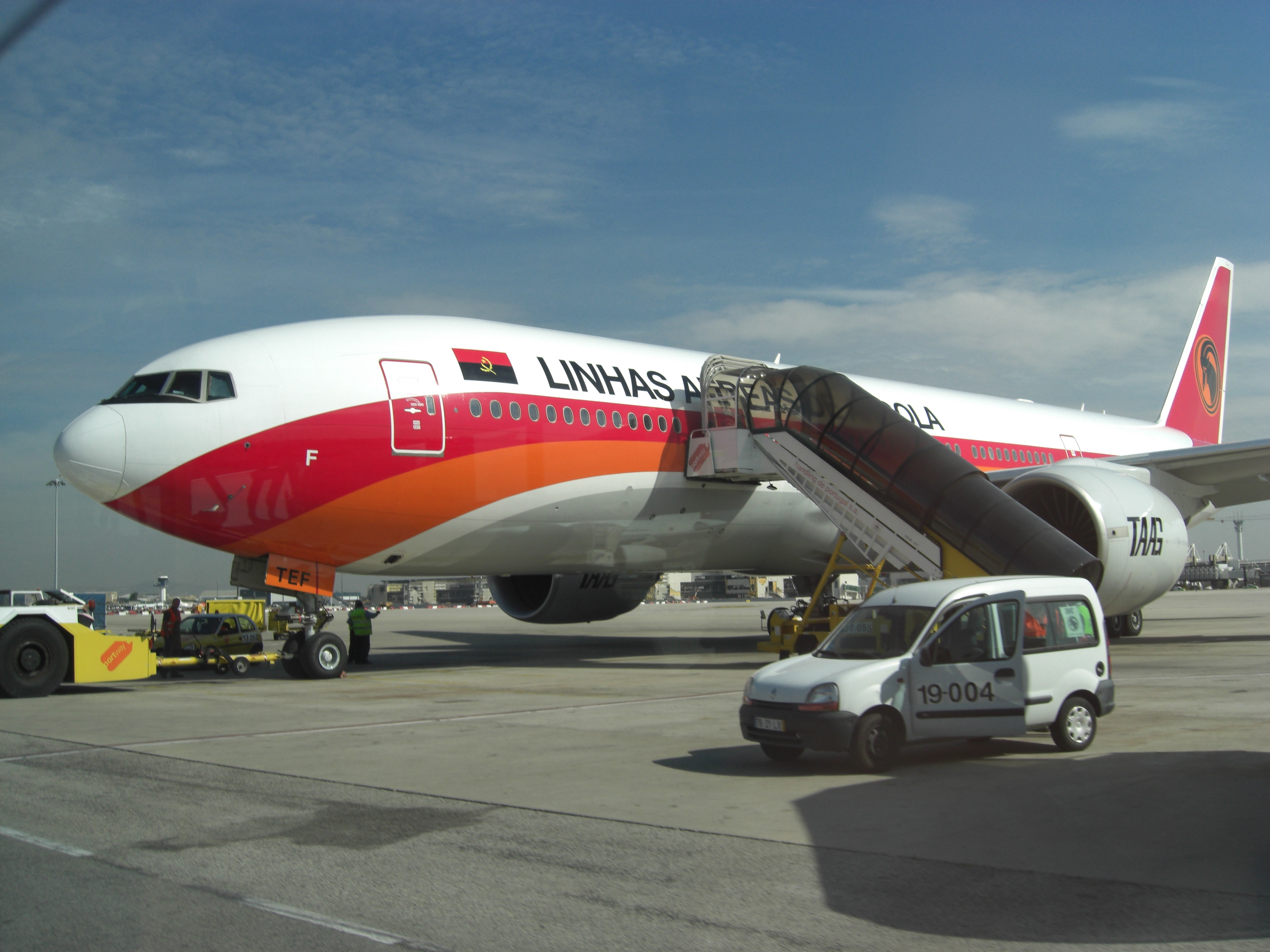
A TAAG Boeing 777-200ER, Lisbon Portela Airport

### Spolupráce s jinými aerolinkami
TAAG Angola Airlines spolupracuje s těmito společnostmi:
- Air France (SkyTeam)
- Brussels Airlines (Star Alliance)
- Ethiopian Airlines (Star Alliance)
- Lufthansa (Star Alliance)

## Flotila
TAAG Angola Airlines využívá tato letadla:

## Zákaz letů do Evropské unie
Dne 28. června 2007 Evropská unie zakázala všem letadlům společnosti TAAG Angola Airlines s výjimkou letadel zapůjčených od South African Airways lety na území EU, které začalo platit od 4. července 2007. Tento zákaz se dotknul několika strojů, určených pro lety do Evropy a tak se společnost rozhodla, že v rámci snahy minimalizování ztrát zahájí lety do Dubaje a Pekingu. TAAG Angola Airlines mohly pokračovat v letech do Evropy jen stroji zapůjčenými od South Africa Airways.
3. července 2009 společnost dostala povolení obnovit lety do Evropy, ale za velmi přísných podmínek. Jednou z nich bylo například povolení létat pouze do Lisabonu a používat při tom pouze tři Boeingy 777-200ER. Toto ustanovení bylo v listopadu 2009 rozšířeno na čtyři Boeingy 737-700. Maximální počet letů byl stanoven na 10 týdně.
1. srpna 2009 se uskutečnil první let po dvouleté pauze z Luandy do Lisabonu.
Úplné zrušení omezení nastalo 30. března 2010, kdy EU oznámilo, že TAAG Angola Airlines mohou přistávat na všech evropských letištích.

## Nehody a incidenty
- 8. listopadu 1983 havaroval Boeing 737-200 u letiště Lubango, Unita tvrdil, že jej sestřelil raketou. Všichni na palubě letadla zemřeli.[4]
- 28. června 2007 havaroval Boeing 737-200 v severní Angole. Portugalská tisková agentura Lusa uvedla, že letadlo vzlétlo z angolské metropole Luandy a během přistání v M´banza-Kongo v provincii Zaire, který se nachází v severní části Angoly, havarovalo. 5 lidí zemřelo a 66 jich bylo zraněno. Podle zdrojů v Luandě, někdo propíchl pneumatiky ještě na letišti předtím než vzlétlo, což při přistání vedlo k tomu, že se křídlo letadla dotklo přistávací plochy, otočilo se a narazilo do budovy.[5]